# Sandford Orcas
Sandford Orcas – wieś w Anglii, w hrabstwie Dorset. Leży 33 km na północ od miasta Dorchester i 178 km na zachód od Londynu.